# Hedemora Energi
Hedemora Energi AB är ett kommunalt bolag som ägs av Hedemora kommun och levererar el, vatten, avlopp och fiber i kommunen.
Omsättningen var 292 763 000 kronor år 2021. Bolagets VD är Anders Engdahl.